# Johan Theorin
Johan Theorin (ur. 1963 w Göteborgu) – szwedzki pisarz i dziennikarz. Jest autorem cyklu kryminałów, których akcja rozgrywa się na bałtyckiej wyspie Olandii.

### Kwartet olandzki
W Polsce wydany w ramach Serii ze Strachem przez Wydawnictwo Czarne.
- 2007 - Skumtimmen (wyd. pol. Zmierzch przekł. Anna Topczewska, Wołowiec 2008)
- 2008 - Nattfåk (wyd. pol. Nocna zamieć przekł. Bogumiła Ratajczak, Wołowiec 2010)
- 2010 - Blodläge (wyd. pol. Smuga krwi, przekł. Barbara Matusiak, Wołowiec 2012)
- 2011 - Sankta Psyko (wyd. pol. Święty psychol przekł. Barbara Matusiak, Wołowiec 2013)
- 2012 - På stort alvar
- 2013 - Rörgast (wyd. pol. Duch na wyspie przekł. Józef Gast, Wołowiec 2014)

## Nagrody
- 2007, Zmierzch - nagroda Szwedzkiej Akademii Kryminału za najlepszy debiut.
- 2008, Nocna zamieć - Najlepsza szwedzka powieść kryminalna.
- 2009, Zmierzch - nagroda brytyjskiego Stowarzyszenia Pisarzy Literatury Kryminalnej New Blood Dagger(inne języki) za najlepszy debiut.
- 2009, Nocna zamieć - Szklany Klucz za najlepszą nordycką powieść kryminalną.
- 2010, Nocna zamieć - nagroda Stowarzyszenia Pisarzy Literatury Kryminalnej International Dagger(inne języki) dla najlepszego pisarza zagranicznego.